# Aedes fijiensis
Aedes fijiensis är en tvåvingeart som beskrevs av E. Sydney Marks 1947. Aedes fijiensis ingår i släktet Aedes och familjen stickmyggor. Inga underarter finns listade i Catalogue of Life.